# Agrostis preissii
Agrostis preissii är en gräsart som först beskrevs av Christian Gottfried Daniel Nees von Esenbeck, och fick sitt nu gällande namn av Joyce Winifred Vickery. Agrostis preissii ingår i släktet ven, och familjen gräs. Inga underarter finns listade i Catalogue of Life.